# Mouvement familial en France
Un mouvement familial est, en France, un regroupement d'associations familiales répondant à la définition posée par l'article L211-1 du Code de l'action sociale et des familles.
La plupart des 70 mouvements familiaux sont regroupés au sein de l'Union nationale des associations familiales (UNAF) et « agréés » par elle.

## Les deux types de mouvement
On distingue deux types :
- les mouvements « à recrutement général », regroupant des associations familiales auxquelles toutes les familles peuvent adhérer ;
- les mouvements « à recrutement spécifique » autour d'associations familiales regroupant des familles sur des thèmes spécifiques (par exemple : associations de parents d'enfants dyslexiques, association de foyers adoptifs, etc.).

## Les sept mouvements «à recrutement général»
En 2023, les sept mouvements familiaux agréés étaient, dans l'ordre du nombre de familles adhérentes :
- Familles rurales, 85 000 familles adhérentes ;
- Confédération nationale des associations familiales catholiques (CNAFC), 20 000 familles adhérentes ;
- Familles de France, 19 000 familles adhérentes ;
- Conseil national des associations familiales laïques (CNAFAL), 16 000 familles adhérentes ;
- Confédération syndicale des familles (CSF), 13 000 familles adhérentes ;
- Fédération nationale des associations familiales protestantes., 6 000 familles adhérentes ;
- Union des familles laïques (UFAL), 2 000 familles adhérentes.

Les cinq premiers mouvements sont également reconnus par les pouvoirs publics en tant qu'associations de consommateurs.